# ألفرد جون نورث
ألفرد جون نورث (بالإنجليزية: John North)‏ هو عالم طيور أسترالي، ولد في 11 يونيو 1855 في ملبورن في أستراليا، وتوفي في 6 مايو 1917 في سيدني في أستراليا.